# Der Taschenspieler in der Scheune
Der Taschenspieler in der Scheune, französisch Le Saltimbanque, englisch Magician in the Barn, ist der Titel eines Genrebilds von Ludwig Knaus aus dem Jahr 1862. Es zeigt die Vorführung eines Taschenspielers vor einem ländlichen Publikum in einer Scheune einer deutschen Mittelgebirgsgegend, etwa der Schwalm oder dem Schwarzwald.

## Beschreibung
Im Interieur einer alten Fachwerkscheune sind die bäuerlichen Bewohner eines Dorfes versammelt, zum Teil auf einem Berg Heu wie auf einer Tribüne sitzend, zum Teil auf dem Steinboden stehend, und erleben die Vorstellung einer Wandertruppe von Straßenkünstlern, die in ihrem Ort eingekehrt sind. Im Vordergrund der Szene, die wie eine Guckkastenbühne arrangiert und durch Tageslicht von vorne gut ausgeleuchtet ist, deuten verschiedene Gegenstände – eine Kugel und Teller mit Jonglierstab, eine Trommel mit Trompete sowie die Ballettschuhe der Artisten – an, dass die Aufführung aus mehreren Einzeldarbietungen besteht. Vielleicht kommt dabei auch eine Eule zum Einsatz, die auf dem Holm eines Karrens hockt. Die Szene zeigt neben der Familie eines Taschenspielers, die sich durch ihre dekorative Akrobaten-Kleidung von der überwiegend einfacheren Kleidung der Landbewohner abhebt, einen Altersquerschnitt der kinderreichen Dorfbevölkerung des 19. Jahrhunderts.
Im Mittelpunkt des Geschehens lüftet der Taschenspieler, der auf einer Holzplatte über einem Fass steht, gerade den Hut des Dorfschulzen. Zum Erstaunen des Publikums zaubert er dabei lebendige Kanarienvögel hervor, die dem Hut flatternd entweichen. Die Gesichtsausdrücke und Körperhaltungen der Personen variieren je nach Alter und innerer Einstellung zu der Präsentation. Sie zeigen die an Fassungslosigkeit grenzende Verblüffung des Dorfschulzen ebenso wie das naive Staunen der Kinder. Unterschiedliche Ausdrücke der Erheiterung, Skepsis und kritischen Beobachtung prägen die Blicke der Älteren. Auffällig ist besonders die Gestalt eines Schmiedes, der sich hinter den Taschenspieler gestellt hat, um so dessen Zaubertricks zu erkennen. Auch zeigt der Maler die eher mürrische Reaktion einer Greisin, die mit einer Miene und Geste der Ablehnung im Begriff ist, die Darbietung humpelnd zu verlassen, ferner Mitglieder der Künstlertruppe, die die Reaktion der Zuschauer beobachten und auf sie reagieren, schließlich am linken Bildrand eine Künstlerfrau, die von allem unbeeindruckt mit dem Aufhängen von Wäschestücken beschäftigt ist. Im Hintergrund fügte der Maler dem Bild außerdem einen Mann bei, der den Moment gerade nutzt, um seiner Geliebten einen Kuss auf die Wange zu drücken.

## Entstehung, Rezeption und Provenienz

Der Morgen nach dem Fest, 1853, Puschkin-Museum

Im Studium an der Kunstakademie Düsseldorf hatte sich Ludwig Knaus Ende der 1840er Jahre der Genremalerei der Düsseldorfer Malerschule verschrieben, insbesondere der psychologisierenden Schilderung von Charakterfiguren nach dem Vorbild von Johann Peter Hasenclever. 1848 brach er das Studium ab, weil er mit dem Akademismus des Direktors Wilhelm von Schadow haderte, und bereiste mit seinem Malerfreund Adolf Schreyer im Sommer 1849 – Anregungen von Jakob Becker und Jakob Fürchtegott Dielmann folgend – die Landschaften seiner hessischen Heimat, um das einfache Landleben zu studieren. Im Dorf Willingshausen in der Schwalm hielt er sich länger auf. Auch Schwarzwalddörfer bereiste er, so 1857 mit Benjamin Vautier. Auf diesen Touren sammelte er Studienmaterial über charakteristische Gesichter, Volksleben, Trachten und bäuerliche Architektur. Ab 1858, als er das europäische Ausland bereist und sich als freischaffender Künstler bereits einen Namen gemacht hatte, insbesondere durch das 1853 auf dem Pariser Salon präsentierte Gemälde Der Morgen nach dem Fest, für das ihn Napoleon III. mit einer Goldmedaille ausgezeichnet hatte, hielt er sich wieder mehrmals in Willingshausen auf, wo sich bald eine Malerkolonie etablierte. Unter dem Eindruck der gesammelten Eindrücke, die er in weiteren Studien vertiefte, stellte er das Bild 1862 fertig, als Auftragsarbeit für den Pariser Kunsthändler Adolphe Goupil. Mit den Arbeiten zu dem Bild hatte er noch in Paris, wo er sich bis 1860 aufhielt, begonnen und schloss sie ab, als er 1862 in Wiesbaden und an anderen Orten im Rheingau sowie in Berlin lebte. Das Gemälde ist in dem typischen Galerieton gehalten, den Knaus innerhalb der Düsseldorfer Kunst im Rückgriff auf die niederländische Genremalerei des 17. Jahrhunderts als Erster entwickelte. Auch Knaus’ Lichtführung folgt in dem Gemälde niederländischen Vorbildern, etwa der Nachtwache von Rembrandt van Rijn.
1863 war das Werk auf dem Pariser Salon ausgestellt, 1865 im Kunst-Salon von Louis Friedrich Sachse in Berlin. 1865 sah es der Maler Mihály von Munkácsy in Wien, wo es in der Kunsthandlung P. Kaeser ausgestellt und von Joseph Eduard Wessely besprochen wurde. Es begeisterte Munkácsy so sehr, dass er sich entschloss, ein Schüler von Knaus zu werden. In seinem „poetischen Realismus“ wirkte es prägend auf das Kunstschaffen Munkácsys und fungierte als ein Vorbild zu dessen Hauptwerk Der letzte Tag eines Verurteilten. Auch andere Maler, etwa Fritz Schnitzler, ließen sich von Knaus’ Genremalerei inspirieren.
Von dem Motiv erschien 1865 bei Goupil ein Stich von Paul Giradet, der auf der Weltausstellung Paris 1867 gezeigt wurde. Das Gemälde befand sich im 19. Jahrhundert im Besitz des französischen Geschäftsmanns Eduard Werle und wurde 1929 in Düsseldorf vom Kunstverein für die Rheinlande und Westfalen in einer Ludwig-Knaus-Gedächtnis-Ausstellung erneut gezeigt. Das Grohmann Museum (Sammlung Eckhart Grohmann) an der Milwaukee School of Engineering in Milwaukee, Wisconsin, erwarb es 1975 bei einer Auktion der Kunsthandlung Lempertz in Köln. Dort zählt es zu den Hauptwerken der Sammlung.